# Michal Čajkovský
Michal Čajkovský (* 6. května 1992) je slovenský hokejový obránce, který momentálně působí v klubu HK Spartak Moskva v KHL.

## Statistiky

### Klubové statistiky
| Sezóna      | Klub                       | Soutěž      |     | Základní část | Základní část | Základní část | Základní část | Základní část |    | Play off | Play off | Play off | Play off | Play off |
| Sezóna      | Klub                       | Soutěž      | Z   | G             | A             | B             | TM            | Z             | G  | A        | B        | TM       |          |          |
| 2009–10     | HC Slovan Bratislava       | SHL         | 15  | 0             | 0             | 0             | 4             | 3             | 0  | 0        | 0        | 0        |          |          |
| 2009–10     | HK Orange 20               | SHL         | 11  | 1             | 0             | 1             | 6             | —             | —  | —        | —        | —        |          |          |
| 2010–11     | Kingston Frontenacs        | OHL         | 67  | 4             | 11            | 15            | 82            | 5             | 0  | 1        | 1        | 16       |          |          |
| 2011–12     | Ottawa 67's                | OHL         | 59  | 3             | 18            | 21            | 120           | 18            | 0  | 5        | 5        | 14       |          |          |
| 2012–13     | Ottawa 67's                | OHL         | 66  | 10            | 24            | 34            | 89            | —             | —  | —        | —        | —        |          |          |
| 2013–14     | Reading Royals             | ECHL        | 66  | 14            | 22            | 36            | 28            | 4             | 0  | 0        | 0        | 0        |          |          |
| 2014–15     | South Carolina Stingrays   | ECHL        | 25  | 3             | 9             | 12            | 30            | 27            | 7  | 11       | 18       | 18       |          |          |
| 2014–15     | Hershey Bears              | AHL         | 13  | 0             | 2             | 2             | 31            | —             | —  | —        | —        | —        |          |          |
| 2015–16     | HC Sparta Praha            | ELH         | 49  | 11            | 17            | 28            | 92            | 12            | 1  | 4        | 5        | 12       |          |          |
| 2016–17     | HC Sparta Praha            | ELH         | 19  | 7             | 5             | 12            | 22            | —             | —  | —        | —        | —        |          |          |
| 2016–17     | Avtomobilist Jekatěrinburg | KHL         | 20  | 5             | 10            | 15            | 6             | —             | —  | —        | —        | —        |          |          |
| 2017–18     | Avtomobilist Jekatěrinburg | KHL         | 43  | 7             | 12            | 19            | 38            | 4             | 0  | 2        | 2        | 0        |          |          |
| 2018–19     | Charlotte Checkers         | AHL         | 23  | 1             | 3             | 4             | 18            | —             | —  | —        | —        | —        |          |          |
| 2018–19     | HK Dynamo Moskva           | KHL         | 12  | 0             | 2             | 2             | 32            | 11            | 2  | 2        | 4        | 8        |          |          |
| 2019–20     | HK Dynamo Moskva           | KHL         | 58  | 9             | 22            | 31            | 72            | 6             | 2  | 2        | 4        | 2        |          |          |
| 2020–21     | HK Dynamo Moskva           | KHL         | 58  | 12            | 14            | 26            | 36            | 10            | 1  | 5        | 6        | 10       |          |          |
| 2021–22     | HK Dynamo Moskva           | KHL         | 2   | 0             | 0             | 0             | 4             | —             | —  | —        | —        | —        |          |          |
| 2021–22     | HK Sibir Novosibirsk       | KHL         | 40  | 3             | 9             | 12            | 32            | 5             | 1  | 3        | 4        | 2        |          |          |
| 2022–23     | HK Sibir Novosibirsk       | KHL         | 59  | 7             | 10            | 17            | 30            | 5             | 1  | 0        | 1        | 2        |          |          |
| 2023–24     | HK Spartak Moskva          | KHL         | 61  | 9             | 25            | 34            | 38            | 10            | 3  | 0        | 3        | 4        |          |          |
| KHL celkově | KHL celkově                | KHL celkově | 353 | 52            | 104           | 156           | 288           | 51            | 10 | 14       | 24       | 28       |          |          |

### Reprezentační statistiky
| Rok                            | Tým                            | Soutěž                         | Z  | G | A | B | TM |
| ------------------------------ | ------------------------------ | ------------------------------ | -- | - | - | - | -- |
| 2010                           | Slovensko 18                   | MS-U18                         | 6  | 0 | 0 | 0 | 6  |
| 2012                           | Slovensko 20                   | MSJ                            | 6  | 0 | 0 | 0 | 12 |
| 2017                           | Slovensko                      | MS                             | 7  | 0 | 1 | 1 | 0  |
| 2018                           | Slovensko                      | ZOH                            | 4  | 0 | 1 | 1 | 31 |
| 2018                           | Slovensko                      | MS                             | 7  | 1 | 1 | 2 | 6  |
| 2019                           | Slovensko                      | MS                             | 7  | 2 | 0 | 2 | 2  |
| 2022                           | Slovensko                      | ZOH                            | 7  | 0 | 1 | 1 | 0  |
| Juniorská reprezentace celkově | Juniorská reprezentace celkově | Juniorská reprezentace celkově | 12 | 0 | 0 | 0 | 18 |
| Seniorská reprezentace celkově | Seniorská reprezentace celkově | Seniorská reprezentace celkově | 32 | 3 | 4 | 7 | 39 |

## Osobní život
V květnu 2020 se v bratislavské Vrakuni oženil s přítelkyní Michaelou, která je sestrou slovenského útočníka a reprezentanta Adama Ružičky. Na sklonku téhož roku se jim narodil syn Maxim.